# Türjei volt prépostsági templom
A türjei volt prépostsági templom (a Zala vármegyei Türje községben) westwerkes nyugati főhomlokzatú, román stílusú, háromhajós templom. Benne Szent László legendát ábrázoló freskórészletek találhatók. A Türjén álló épületegyüttes a templomból, a hozzá tartozó volt premontrei rendházból (ma szociális otthon), és a 2020 óta felújítás, tereprendezés alatt álló gazdasági épületekből, az ún. Templommajorból tevődik össze.

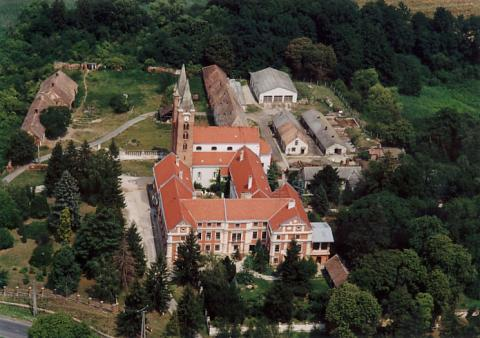
A templom és kolostoregyüttes légifelvétele

Szent László-legenda freskórészlet

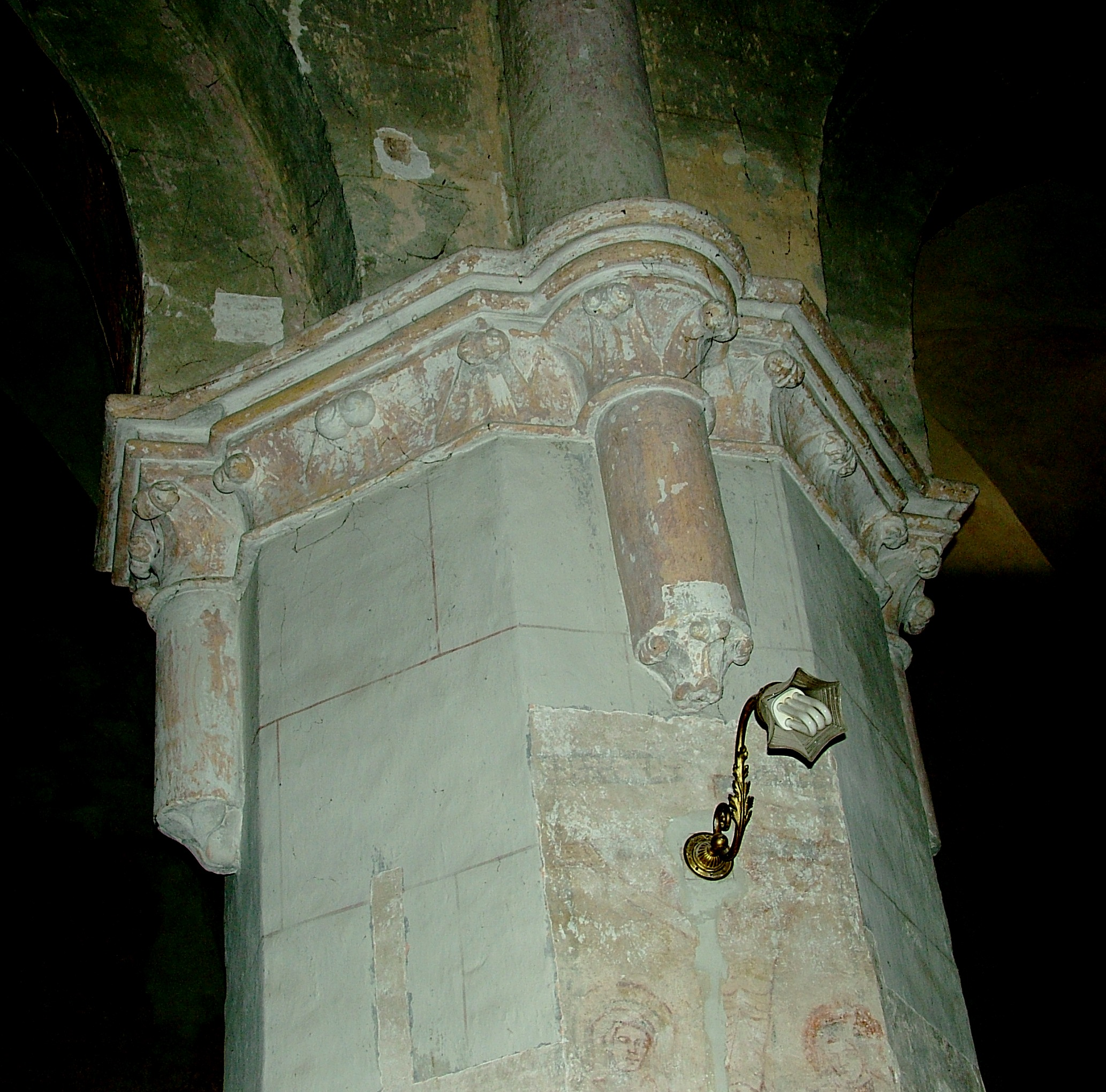
Belső részlet

## A kolostoregyüttes épületei

### A prépostsági templom épülete
A prépostsági templom egy egységesen kialakított apátsági építészeti együttes része, annak kiemelkedő esztétikai eleme. Az apátságot Szentgróti Dénes bán alapította 1230 előtt. Alaprajzi rendszerében kevésbé jellegzetes, háromhajós bazilikális rendszerű, egyenes szentélyzáródású.
Az épület jellegzetes művészeti hatását nyugati, téglaarchitektúrájú homlokzatalakítása – két torony között felmagasított -westwerkes – formája határozza meg.
Az együtteshez kapcsolódó hajdani kolostorszárny szociális létesítményként működik. A hozzá tartozó gazdasági épületek (magtár, cselédházak stb.), valamint környezete 2020 óta felújítás alatt áll.

### A kolostor épülete
Az Árpád-kori konventépület a templom északi oldalához csatlakozott. Nyomai – ásatások hiányában – nem ismertek. Ez az együttes a prépostházzal egyetemben 1547-ben leégett, amikor Hagymási Eustach katonái feldúlták a prépostságot, mintegy 400 forintnyi kárt okozva. Az újjáépítés helyett a kommendátor prépostok castellummá alakították a monostort, amely így a veszprémi végvári védrendszer része lett – egészen a XVII. század végéig. A prépostság 1703-ban került vissza a premontreiek kezére. A ma is meglévő rendház a XVIII. században épült, de nem a régi helyén, hanem a templom déli oldalához csatlakoztatva. Egy 1787-ből való leltár szerint a monostorban 21 szoba volt, 2 ebédlő, 1 házi kápolna, 1 levéltár, 1 oratorium, 2 kamra, 1 konyha illetve mellékhelyiségek: 1 borkimérő, 3 éléskamra, 3 árnyékszék, 1 négyrészes boltozott pince a monostor alatt, 1 kút. A templom értéke 6794 Ft, 56 kr., a monostoré 11228 Ft, 44 kr. volt.

## Középkori freskó – Szent László legendája
A prépostsági templom az 1990-es évek derekán különleges fölfedezés színhelye lett: Szent László legendáját ábrázoló freskót találtak a templom déli falán. A lovagkirályról készített falfestmény – a mostani Magyarországon – csak néhány helyről ismert: Tereske, Ócsa, Vizsoly templomában és két Felső-Tisza vidéki templomban.